# Aigre (gemeente)
Aigre is een gemeente in het Franse departement Charente (regio Nouvelle-Aquitaine). De plaats maakt deel uit van het arrondissement Confolens. Aigre telde op 1 januari 2022 1.600 inwoners. Op 1 januari 2019 werd Aigre uitgebreid met de op die datum opgeheven gemeente Villejésus. 

## Geografie
De oppervlakte van Aigre bedroeg op 1 januari 2022 23,82 vierkante kilometer; de bevolkingsdichtheid was toen 67,2 inwoners per km².
De onderstaande kaart toont de ligging van Aigre met de belangrijkste infrastructuur en aangrenzende gemeenten.

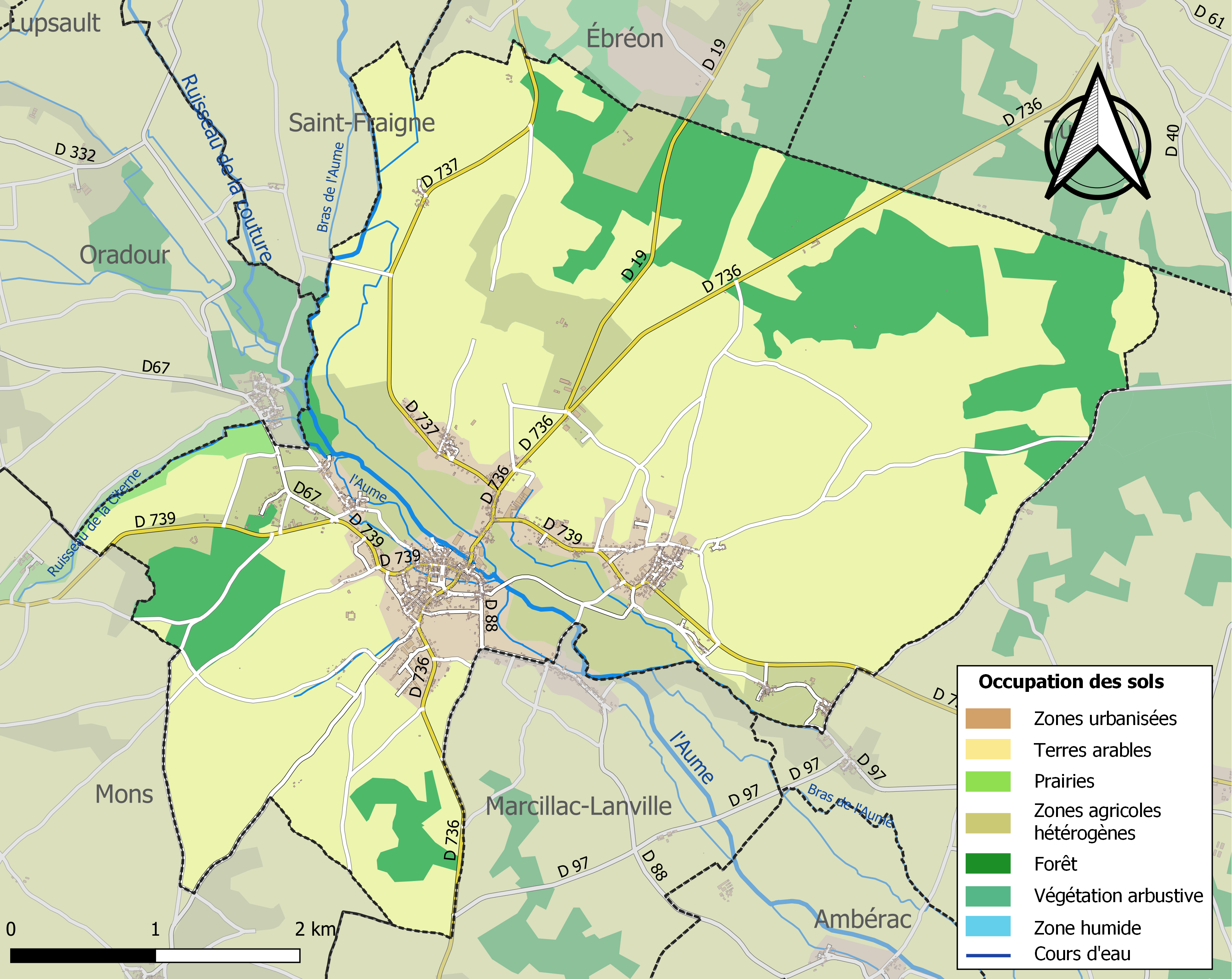

## Demografie
Onderstaande figuur toont het verloop van het inwonertal (bron: INSEE-tellingen).

Vanwege een beveiligingsprobleem met de MediaWiki Graph-software is het momenteel niet mogelijk deze grafiek weer te geven. Zodra de software is bijgewerkt zal de grafiek vanzelf weer zichtbaar worden.